# Xanthorhoe semifasciata
Xanthorhoe semifasciata là một loài bướm đêm trong họ Geometridae.